# Magneto & Mercurio
Magneto & Mercurio es un proyecto a dúo de las agrupaciones mexicanas Magneto y Mercurio que comenzaron el 2016 a hacer giras juntos.

## Discografía
- Live (Sony Music, 2016)[14][15]